# Mohawk (Schiff, 1926)
Die Mohawk (II) war ein 1926 in Dienst gestelltes Passagierschiff der US-amerikanischen Reederei Clyde-Mallory Line, das 1935 von der Ward Line gechartert wurde und im regelmäßigen Liniendienst von New York City nach Veracruz (Mexiko) eingesetzt werden sollte. Die Mohawk kollidierte gleich auf ihrer ersten Fahrt im Dienst der Ward Line am 24. Januar 1935 vor der Küste von New Jersey mit einem norwegischen Frachter und sank. Dabei kamen 47 Menschen ums Leben.

## Das Schiff
Das 5.896 BRT große Dampfschiff Mohawk wurde auf der Werft Newport News Shipbuilding in Newport News (Virginia) gebaut und lief am 21. Oktober 1925 vom Stapel. Taufpatin war Margaret Denison, Tochter von J. B. Denison, dem damaligen Vizepräsidenten der Clyde Steamship Company. Am 28. Januar 1926 wurde der Dampfer fertiggestellt, am 6. Februar übergeben und im 9. Februar 1926 lief er in New York zu seiner Jungfernfahrt nach Charleston (South Carolina) und Jacksonville (Florida) aus. Der Schiffsrumpf war 117,96 Meter lang und 16,46 Meter breit. Die Dampfturbinen leisteten 4200 PSi und beschleunigten das Schiff auf 18 Knoten. Die Mohawk war das Flaggschiff eines neuen Schiffsquartetts, der so genannten Mohawk Class. Ihre Schwesterschiffe waren die Cherokee (1925, Baunummer 274), die Seminole (1925, Baunummer 275) und die Algonquin (1926, Baunummer 317). Alle vier Schiffe wurden nach verschiedenen Stämmen nordamerikanischer Indianer benannt. Sie gehörten der Reederei Clyde-Mallory Line mit Sitz in New York, was auch der Heimathafen der Schiffe war.
Die Schwesterschiffe würden ursprünglich für die Strecke Galveston–Miami–New York eingesetzt. Die Passagierunterkünfte erstreckten sich über drei Decks. Sie variierten dabei von luxuriösen Zweiraum-Suiten mit eigenem Bad bis hin zu kleineren Standardkabinen in den unteren Decks. Das Schiff verfügte über eine Lounge, einen großen Speisesaal, einen Rauchsalon, Verandacafé, Wintergarten, Friseursalon und ein ausgedehntes Sonnendeck am Ende des A-Decks. Auch elektrisch betriebene Fahrstühle waren vorhanden.
AGWI (Atlantic, Gulf & West Indies Steamship Lines), die Muttergesellschaft der Ward Line (eigentlich New York and Cuba Mail Steamship Company), pachtete die Mohawk von der Clyde-Mallory Line, die ihr ebenfalls unterstand, und übergab sie in den Dienst der angeschlagenen Ward Line. Durch diese Maßnahme sollte der Verlust zweier Schiffe der Ward Line, der Morro Castle und der Havana, ausgeglichen werden, die sie innerhalb weniger Monate verloren hatte. Dass die Ward Line mit dem Untergang der Mohawk innerhalb kürzester Zeit auch noch ein drittes Schiff verlor und noch mehr Todesopfer zu beklagen waren, sorgte für einen großen Imageschaden für die Reederei in Bezug auf ihre Sicherheitsstandards und langfristig für das Ende der Ward Line.

## Untergang

### Abfahrt in New York
Am Donnerstag, dem 24. Januar 1935 um 16.00 Uhr legte die Mohawk mit 110 Besatzungsmitgliedern und 53 Passagieren in New York vom East River Pier der Ward Line ab. Es war ihre erste Fahrt im Dienst der Ward Line. Das Kommando hatte Kapitän Joseph Edward Wood, der seit mehr als 30 Jahren zur See fuhr und mit der Congressional Medal of Honor ausgezeichnet war. Außerdem waren 1.286 Tonnen Fracht an Bord. Das Schiff sollte Zwischenstopps in Havanna (Kuba) und Progreso (Mexiko) einlegen und schließlich im mexikanischen Veracruz einlaufen.
Die Mohawk verließ New York bei Minusgraden und inmitten eines heftigen Blizzards. Bei Einbruch der Dunkelheit passierte sie die Sandbank Sandy Hook an der Nordküste von New Jersey, die die Lower New York Bay vom Atlantischen Ozean trennt. Hier stoppte der Liner für etwa zwei Stunden, um seinen Radiokompass zu kalibrieren. Anschließend wurde das Abendessen serviert. Nachdem er wieder Fahrt aufgenommen hatte, dampfte das Schiff südwärts parallel zur Küste von New Jersey. Die Passagiere waren zumeist wohlhabende US-Amerikaner, die die kalten Wintermonate im warmen Mexiko oder auf Kuba verbringen wollten. Aber auch Geschäftsreisende und heimkehrende Mexikaner waren an Bord, zudem eine siebenköpfige Studentenabordnung des Williams College in Williamstown (Massachusetts) auf dem Weg zu einer paläontologischen Forschungsreise durch die mexikanische Halbinsel Yucatán. Zu den erwähnenswerten Passagieren gehörten:
- Professor Herdman Fitzgerald Cleland, US-amerikanischer Anthropologe, Historiker und Autor (Our Prehistoric Ancestors, Why Be An Evolutionist?); Dozent am Williams College; Leiter der Yucatán-Expedition (kam ums Leben)
- Mary Pillsbury Lord, Delegierte der Generalversammlung der Vereinten Nationen und spätere Vorsitzende der UN-Menschenrechtskommission; Enkelin des Gründers der Pillsbury Company, Mutter des Politikers Winston Lord (überlebte)
- Katherine Pillsbury McKee, Ehefrau des Geologen Elliott Bates McKee, Schwester von Mary Pillsbury Lord (überlebte)
- Julian Peabody, bekannter New Yorker Architekt, hatte unter anderem die Westbury Senior High School in Westbury (New York) entworfen (kam ums Leben)
- Celestine Hitchcock Peabody, New Yorker Society-Dame, Ehefrau von Julian Peabody, Tochter des US-amerikanischen Polo-Profis Thomas Hitchcock Sr. (kam ums Leben)
- Rev. Dr. Francis L. Frost, Pfarrer der St. Mary's Protestant Episcopal Church auf Staten Island, New York (kam ums Leben)
- James Gibson, Musikverleger aus Belleville, New Jersey (überlebte)
- John Telfer, Chefingenieur der Mexican National Railway, designierter britischer Vizekonsul in Orizaba, Mexiko (kam ums Leben)
- Catherine Butler Telfer, John Telfers Ehefrau (kam ums Leben)

Die Mannschaft setzte sich sowohl aus Angestellten der Clyde-Mallory Line als auch der Ward Line zusammen. Es waren zudem einige überlebende Besatzungsmitglieder der Morro Castle an Bord, darunter der Chefsteward Charles Wright, der stellvertretende Zahlmeister Lester Ariessohn oder der Heizer Joseph Fernandez. Als Schiffsarzt wurde Dr. William Voorhies eingesetzt, da der Schiffsarzt der Morro Castle, Dr. DeWitt Van Zile, bei deren letzter Fahrt ums Leben gekommen war. Neuer Reiseleiter wurde Malcolm Luckett, da der Reiseleiter der Morro Castle, Robert Smith, zu einer anderen Schifffahrtslinie gewechselt hatte.

### Kollision und Untergang
Gegen 20.00 Uhr abends am 24. Januar fuhr die Mohawk in etwa acht Seemeilen Entfernung die Küste von New Jersey hinunter. Als sie die Stelle erreichte, an der das ausgebrannte Wrack der Morro Castle am Strand von Asbury Park auf seine Abwrackung wartete, machte dies die Runde unter den Passagieren und viele fanden sich an Deck ein, um einen Blick auf das verunglückte Schiff zu werfen. Etwa zur selben Zeit sichtete die Mohawk erstmals die Lichter eines nahe kommenden Schiffes vor ihrem Bug. Es handelte sich um die Talisman, einen kleinen Frachtdampfer der norwegischen Reederei Wilhelmsen Line, der sich unter dem Kommando von Kapitän Edmund Wang auf einer Fahrt von Brooklyn nach Salvador da Bahia in Brasilien befand. Hätte die Mohawk aufgrund ihres Kompasses keinen Halt einlegen müssen, wäre sie der Talisman um mindestens 25 Seemeilen voraus gewesen. Kapitän Wood missfiel diese Verzögerung, da er wusste, dass die Ward Line über die Nichteinhaltung des Zeitplans nicht erfreut sein würde.
Für etwa eine Viertelstunde fuhren beide Schiffe parallel zueinander, bis die Mohawk ohne ersichtlichen Grund eine plötzliche Kursänderung durchführte: Sie drehte ihren Bug hart nach Backbord. Mit diesem Manöver setzte das Passagierschiff seine Backbordseite dem scharfen Bug des Frachters aus, der sofort nach Backbord abdrehte und seine Maschinen gleichzeitig auf „volle Kraft zurück“ setzte. Die Passagiere, die sich wegen des Wracks der Morro Castle an Deck aufhielten, sahen mit Entsetzen das andere Schiff auf sich zukommen. Die Mohawk ließ ihre Schiffspfeife ertönen, um die Mannschaft der Talisman zu warnen. Um 21.30 Uhr bohrte sich der Bug der Talisman fast im rechten Winkel in die Seite der Mohawk. Als sich die Talisman aus dem klaffenden Loch in der Schiffshülle der Mohawk löste, begann sofort Seewasser in dem Rumpf des Schiffes zu laufen. Die Erschütterung war so heftig, dass in einigen Aufenthaltsräumen Glas brach.
In der Lounge der Ersten Klasse fand nach dem Abendessen eine erste große Zusammenkunft der Passagiere unter der Leitung von Reiseleiter Luckett statt. Das Bordorchester spielte gerade den damals populären Jazz-Song I Saw Stars von Freddy Martin. Viele Passagiere tanzten dazu, andere spielten Karten oder nahmen Drinks zu sich, als sich die Kollision ereignete. Es waren fast dieselben Koordinaten, auf denen vier Monate zuvor die Morro Castle in Flammen aufgegangen war. Zeugenaussagen zufolge brach unter den Passagieren schnell Panik aus und die Evakuierung des sinkenden Schiffs verlief in chaotischen Zuständen. Die Passagiere, von denen die meisten Abendgarderobe trugen, drängelten und schubsten bei dem Versuch, ihre Angehörigen zu finden und zu den Booten zu gelangen; andere sprangen in Panik von Bord. Offiziere und Stewards händigten Schwimmwesten aus und versuchten, die Rettungsboote ordnungsgemäß zu bemannen und abzufieren. Einige der Boote waren am Deck festgefroren und mussten erst von Besatzungsmitgliedern frei gehackt werden. Mehrere Menschen wurden von ausschwingenden Rettungsbooten erschlagen. Innerhalb weniger Minuten hatte der Dampfer eine derart starke Schlagseite nach Backbord, dass es nicht mehr möglich war, zu stehen. Nach kurzer Zeit schien sich die Mohawk wieder aufzurichten, doch als sie dann plötzlich noch weiter nach Backbord absackte, erloschen auf dem Schiff die Lichter.
Bereits zwei Minuten nach dem Zusammenstoß ließ Kapitän Wood durch den Bordfunker Russell McDonald um Hilfe rufen. Etwa 40 Minuten nach der Kollision war das Schiff evakuiert und um etwa 22.30 Uhr ging die Mohawk mit dem Bug voran unter. Die SOS-Signale, die sowohl die Mohawk als auch die Talisman ausgesandt hatten, waren von mehreren in der Nähe befindlichen Schiffen und der Funkstation der Küstenwache in Cape May aufgefangen worden. Die meisten Überlebenden wurden von einem der Schwesterschiffe der Mohawk, der Algonquin, an Bord genommen. Auch das Frachtschiff Limon der United Fruit Company traf schnell am Unglücksort ein. Viele Passagiere hatten sich durch den Zusammenprall Verletzungen zugezogen und der größere Teil war aufgrund der niedrigen Temperaturen und dem langen Aufenthalt in den Rettungsbooten steif gefroren. 47 Menschen kamen bei dem Unglück ums Leben (16 Passagiere und 31 Besatzungsmitglieder, darunter Kapitän Wood). Von den 47 Toten wurden nur 33 geborgen. Die Talisman war beschädigt und driftete ab, ging jedoch nicht unter. Sie ließ keine Rettungsboote zur Rettung der im Wasser schwimmenden Mohawk-Passagiere zu Wasser.
Höchstwahrscheinliche Unglücksursache war das Versagen des automatischen Rudermechanismus. Mehrere Besatzungsmitglieder sagten hinterher aus, dass bereits während des vorhergehenden Winters die Ruderanlage der Mohawk aufgrund niedriger Temperaturen eingefroren war und sich schlecht bedienen ließ. Auch während der letzten Fahrt sei das Ruder steif gewesen. Der überlebende Steuermann Marty Polander berichtete, dass es 20 Minuten vor dem Zusammenstoß nicht mehr möglich gewesen war, die Mohawk auf ihrem Kurs zu halten.

## Konsequenzen für die Ward Line
Mit dem Untergang der Mohawk hatte die Ward Line innerhalb von vier Monaten drei Schiffe und fast 200 Menschenleben verloren. Die Morro Castle, eines ihrer wichtigsten und prestigeträchtigsten Schiffe, war am 8. September 1934 vor der Küste von New Jersey in Brand geraten und ausgebrannt, wodurch 137 Passagiere und Besatzungsmitglieder ums Leben gekommen waren. Am 6. Januar 1935 kam es zu einem weiteren Unglück, als die Havana vor den Bahamas auf ein Riff lief und drei Passagiere starben. Erst nach fünfmonatigem Ausfall und kostenintensiven Instandsetzungsarbeiten konnte das Schiff seinen Dienst wieder aufnehmen.
Die Ward Line erlitt durch diese Serie von Havarien einen dauerhaften Imageschaden und bekam viel schlechte Presse. Das Bureau of Navigation and Steamboat Inspection des Handelsministeriums der Vereinigten Staaten unter Vorsitz von Dickerson N. Hoover warf der Schifffahrtsgesellschaft im Abschlussbericht ihrer Untersuchungen Fahrlässigkeit, Nachlässigkeit gegenüber ihren Pflichten und mangelhafte Einhaltung der geltenden Sicherheitsbestimmungen vor. Die Ward Line wurde zudem von mehreren Überlebenden und Hinterbliebenen auf Schadensersatz verklagt. Da der Name der Reederei mittlerweile nur noch mit Negativem assoziiert wurde, nannte sich die Ward Line in „Cuba Mail Line“ um, aber diese Maßnahme konnte den Niedergang nicht aufhalten. Die Buchungen gingen zurück und der gute Ruf konnte nicht wiederhergestellt werden. 1942 wurden sämtliche Schiffe der Ward Line von der Regierung requiriert und für den Kriegseinsatz umgerüstet. Erst ab 1947 konnte die Ward Line wieder einen reduzierten Passagier- und Frachtverkehr aufnehmen. Dies ging bis 1954, als ihr Mutterkonzern AGWI wegen Unwirtschaftlichkeit aufgelöst wurde.
Das Wrack der Mohawk liegt in etwa 25 Metern Tiefe sechs Meilen vor Manasquan (New Jersey) auf der Position 40° 2′ N, 73° 52′ W. Seit den 1960er Jahren ist das Wrack ein beliebtes Ziel für Hobby- und Profitaucher.